# Portret Asensia Julià (1798)
Portret Asensia Julià (hiszp. Retrato de Asensio Julià, "El pescadoret") – obraz olejny hiszpańskiego malarza Francisca Goi.

## Okoliczności powstania
Obraz powstał około 1798 roku. Goya niedługo wcześniej powrócił do Madrytu po przebytej chorobie, która zapoczątkowała jego głuchotę. Pracował nad freskami w Kościele San Antonio de la Florida – dziele, które miało udowodnić artystycznym kręgom i klienteli, że choroba nie wpłynęła negatywnie na jego zdolności malarskie. Prawdopodobnie w tej pracy pomagał mu młody artysta Asensio Julià, którego Goya uwiecznił na olejnym portrecie. Szesnaście lat później Goya namalował drugi portret Julià, przedstawiając go rysującego węglikiem.

## Analiza
Przedstawiony na portrecie zamyślony Julià jest ubrany w elegancki szlafrok lub ochronny płaszcz. W tle widać rusztowania, być może to Kościół San Antonio de la Florida w Madrycie, gdzie razem pracowali. U jego stóp leżą pędzle i farby – atrybuty malarza. Zastosowane kolory, energiczne, a zarazem precyzyjne pociągnięcia pędzlem oraz ekspresywność portretu przypomina styl, w jakim Goya namalował freski na kopule kościoła. Skierowana w lewo głowa przeczy klasycznej kompozycji portretu. Ostre światło, które wpada do pomieszczenia oświetla głównie twarz artysty, co przywodzi na myśl antycypację impresjonizmu. Współcześni krytycy sztuki tacy jak Juliet Wilson Bareau i Manuela Mena zwracają uwagę na pre-romantyczny charakter dzieła.
Na portrecie widnieje inskrypcja «Goya a su amigo Asensi» (Goya swojemu przyjacielowi Asensi) widoczna w lewym dolnym rogu. Ta inskrypcja potwierdza przyjaźń, którą Goya darzył swojego ucznia i asystenta. Sugerowano, że ta inskrypcja może odnosić się do Manuela Monforta y Asensi. Jednak ten znany Goi artysta zajmował się grawerstwem, a leżące na podłodze pędzle i farby wyraźnie wskazują na to, że sportretowana osoba trudni się malarstwem. Opisując obraz w 1867 roku Charles Yriarte jako pierwszy zasugerował, że rusztowania należą do kościoła San Antonio de la Florida w Madrycie, a przedstawiona postać to malarz Asensio Julià.
Sposób przedstawienia postaci i niektóre elementy portretu, takie jak trudne do malowania ręce, znacznie wpływały na cenę obrazu, a także na poświęcony mu czas pracy. Na licznych portretach pędzla Goi ręce modeli są ukryte w połach kamizelki, za plecami modela, lub w inny sposób.

## Historia obrazu
Biorąc pod uwagę inskrypcję jest wielce prawdopodobne, że obraz należał do samego Asensia Julià i został sprzedany po jego śmierci w 1832 roku. W 1846 znalazł się w kolekcji królowej Marii Krystyny Sycylijskiej w Pałacu Vista Alegre w Madrycie. Został opisany przez Charlesa Yriarte w 1867 roku, kiedy należał do kolekcji książąt Montpensier (księżna Ludwika Ferdynanda Burbon była młodszą córką królowej) i znajdował się w Pałacu San Telmo w Sewilli. Kolekcja została przeniesiona po sprzedaży pałacu.
Zanim obraz trafił do kolekcji Muzeum Thyssen-Bornemisza, gdzie obecnie się znajduje, pojawił się na aukcjach w Paryżu oraz w domu aukcyjnym Sotheby’s, gdzie muzeum nabyło go w 1971 roku.